# Běloprstka bělavá
Běloprstka bělavá (Pseudorchis albida) je hlíznatá rostlina, druh pozemní orchideje rostoucí nejčastěji ve vyšších a chladnějších polohách. Je jediným druhem rodu běloprstka a do poloviny 20. století byla součástí rodu pětiprstka (Gymnadenia). Je sice původní druh české květeny, ale v současnosti je poměrně vzácná, je ohrožená vymizením.

## Rozšíření
Je to druh preferující chladnější místa, roste ostrůvkovitě v rozlehlém areálu. Vyskytuje se téměř po celé Evropě (v jižních částech v horských oblastech), na severu Severní Ameriky a v Asii na ruské západní Sibiři a na ruském Dálném východě.
V České republice ji lze v přírodě nalézt poměrně vzácně, jen v malém počtu vyrůstá na Šumavě, v Krušných horách, Krkonoších, Orlických horách a Hrubém Jeseníku. Do poloviny 20. století byla vídávána i v Beskydech.

## Taxonomie
U běloprstky bělavé rozeznáváme tři poddruhy:
- Pseudorchis albida subsp. albida - preferuje kyselé půdy, roste ve většině Evropy i v ČR,
- Pseudorchis albida subsp. straminea - vyskytuje se na Islandu, v Grónsku a Kanadě,
- Pseudorchis albida subsp. tricuspis - roste na zásaditém podloží v Alpách, Karpatech i na Balkáně.[1]

## Ekologie
V severních oblastech se nejčastěji vyskytuje v tundře, ve středu a jihu Evropy roste spíše ve vyšších polohách. Objevuje se od podhůří do nadmořské výšky 2700 m na kyselých i slabě bazických půdách, obvykle na mokrých, pasených smilkových loukách, vřesovištích, rašeliništích i ve světlých jehličnatých lesích a jalovcových křovinách. Rostlina je geofyt, obnovovací pupen raší z podzemní hlízy. Je dlouhověkou bylinou, přesto nevytváří rozsáhlé populace a její výskyt je často spojován s antropogenními loukami a otevřenými lesy.

## Popis
Vytrvalá, 10 až 30 cm vysoká bylina s hlízou hvězdicovitě rozdělenou do několika tlustých, dlouhých kořenů. Lodyha je přímá, světle zelená, oblá, na bázi má dva až tři hnědé, objímavé, šupinovité listy a výše je porostlá třemi až šesti tmavě zelenými, lesklými listy. Spodní listy jsou dlouhé 5 až 9 a široké 1 až 2 cm, obvejčité až podlouhle kopinaté, směrem vzhůru se zmenšují a nejhořejší přecházejí v objímavé listeny.
Na vrcholu lodyhy je husté, úzké, válcovité květenství klas dlouhé až 10 cm. V květenství bývá 15 až 50 velmi drobných, světle šedých, nažloutlých nebo nazelenalých, slabě vonných, pootevřených květů s kopinatými listeny. Semeník je tenký, válcovitý, vřetenovitě zkroucený a dlouhý asi 5 mm. Vnější oválné okvětní lístky jsou asi 3 mm dlouhé, postranní vnitřní jsou kratší a společně tvoří neúplnou přilbu. Pysk je hluboko rozeklán ve tři laloky, postranní jsou někdy kratší než střední. Dolů skloněná trubkovitá ostruha je kratší než vřetenovitě zkroucený semeník a obsahuje žlázky vylučující nektar. Sloupek je krátký a široký, brylky jsou světle žluté. Květy se opylují hlavně cizosprašně entomogamicky, jen někdy může dojít ke spontánní autogamii, kdy pyl samovolně vypadá na bliznu. Kvetou od května do července a opylovači jsou hlavně drobní motýli travaříci (Crambus) a pernatušky (Hellinsia). Ploidie druhu je 2n = 42.
Plodem je úzce vejčitá až eliptická, zelená tobolka s množstvím velmi drobných, větrem roznášených semen, která uložená mělce v zemi vydrží živá po několik let.

## Rozmnožování
Rostlina se vegetativně prakticky nerozmnožuje, rozšiřuje se jen semeny. Pro svůj vznik a vývoj je závislá na tzv. orchideoidní mykorhíze s houbou rodu kořenomorka (Rhizoctonia). Má dlouhou ontogenezi, semeno může být dormantní jeden až dva roky a od vyklíčení po vytvoření prvého listu nad zemí potřebuje nejméně další čtyři roky.

## Hybridizace
Běloprstka bělavá vzácně vytváří mezirodové hybridy, např. byly zaznamenány její kříženci:
- ×Pseudadenia schweinfurthii - kříženec s pětiprstkou žežulníkem (Gymnadenia conopsea),
- ×Pseudorhiza albucina - kříženec s prstnatcem bezovým (Dactylorhiza sambucina),
- ×Pseudorhiza nieschalkii - kříženec s prstnatcem Fuchse (Dactylorhiza fuchsii).[1]

## Ohrožení
Ohrožení druhu spočívá hlavně v rušení jeho stanovišť zarůstáním agresivnějšími rostlinami nebo náletovými dřevinami, rozšiřováním lesních ploch, hnojením okolních porostů i zvýšenou turistikou. Jednou z možností, jak zabrzdit její úbytek, je zařadit místa s výskytem mezi chráněná území. Proto byla běloprstka bělavá zařazena ve "Vyhlášce MŽP ČR č. 395/1992 Sb. ve znění vyhl. č. 175/2006 Sb" i v "Červeném seznam cévnatých rostlin České republiky" mezi druhy silně ohrožené (§2 a C2t).

## Galerie

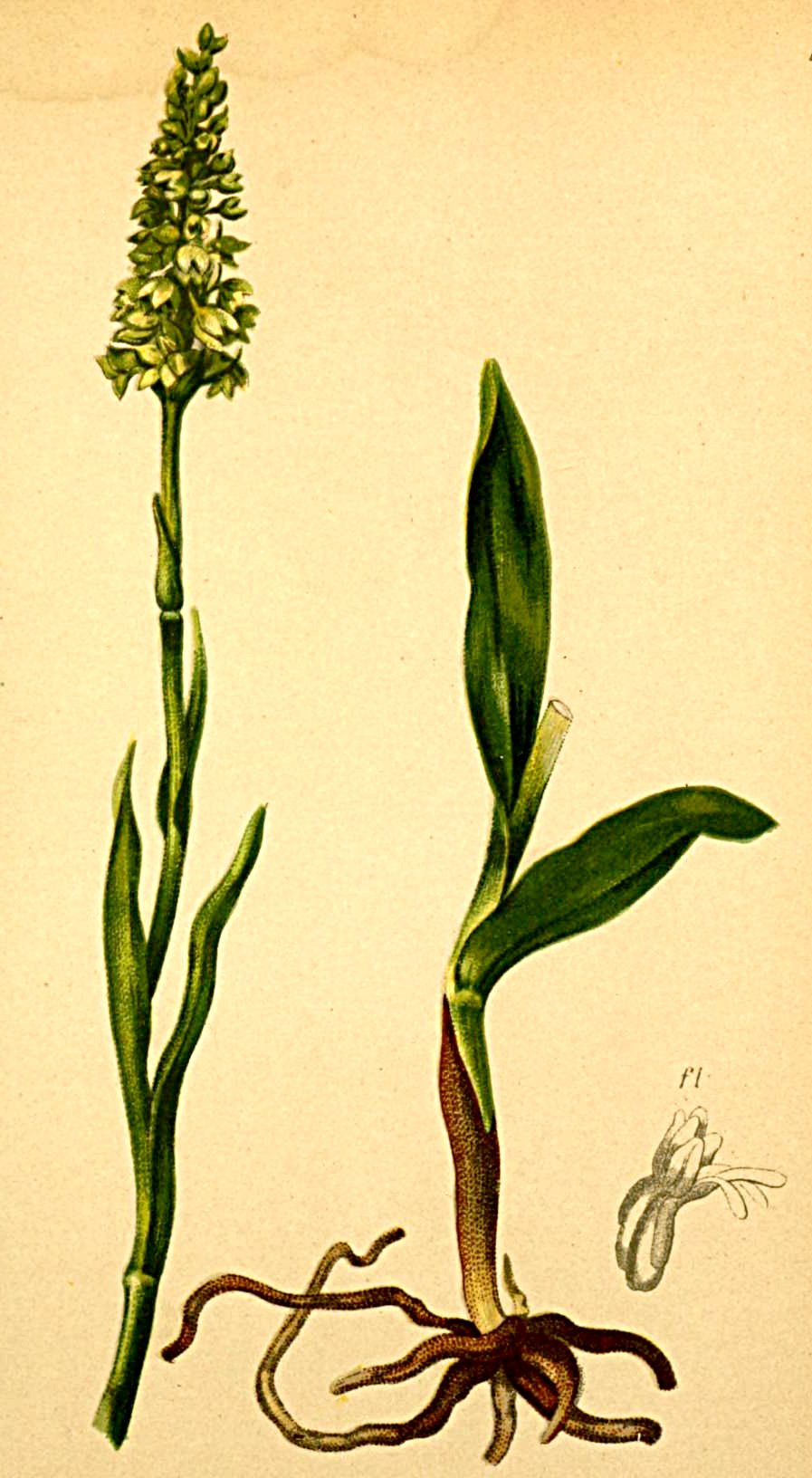
Botanická ilustrace
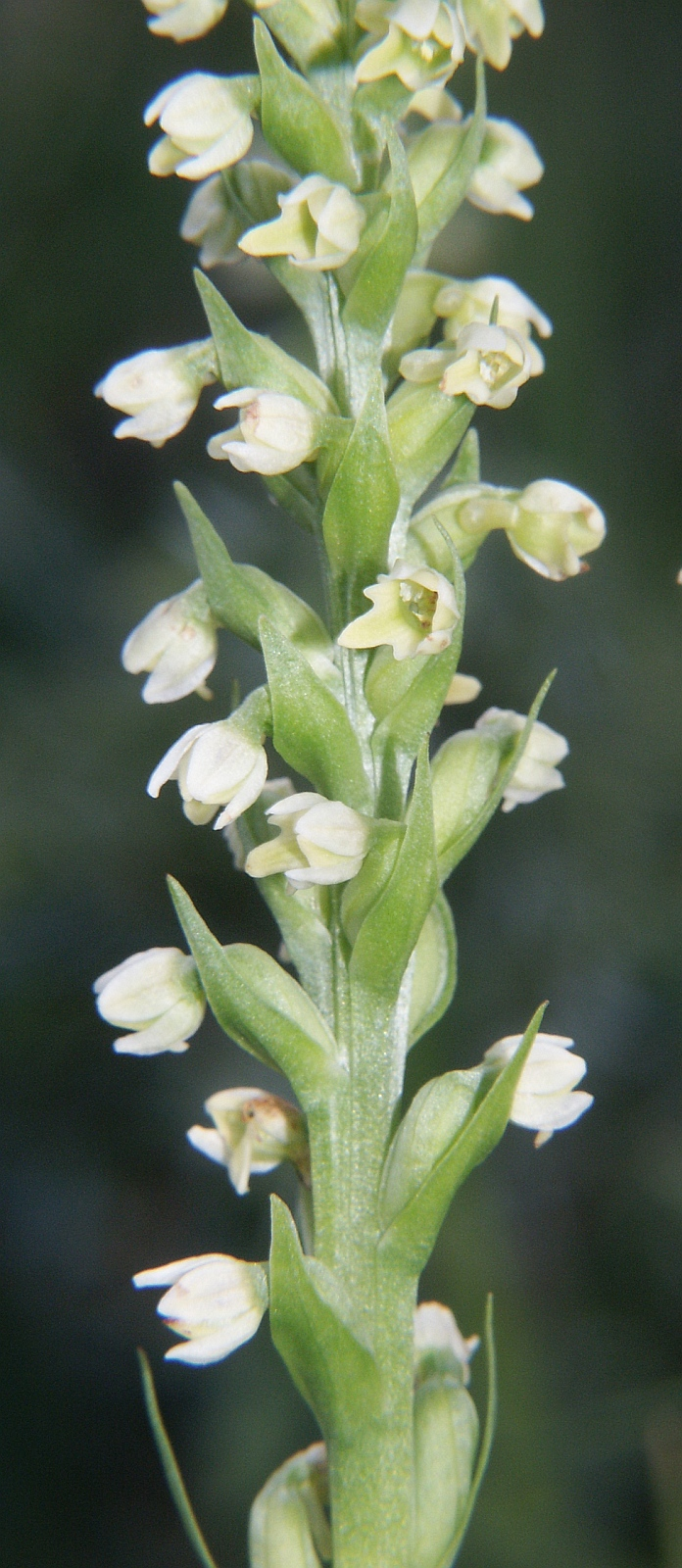
Část kvetoucího květenství
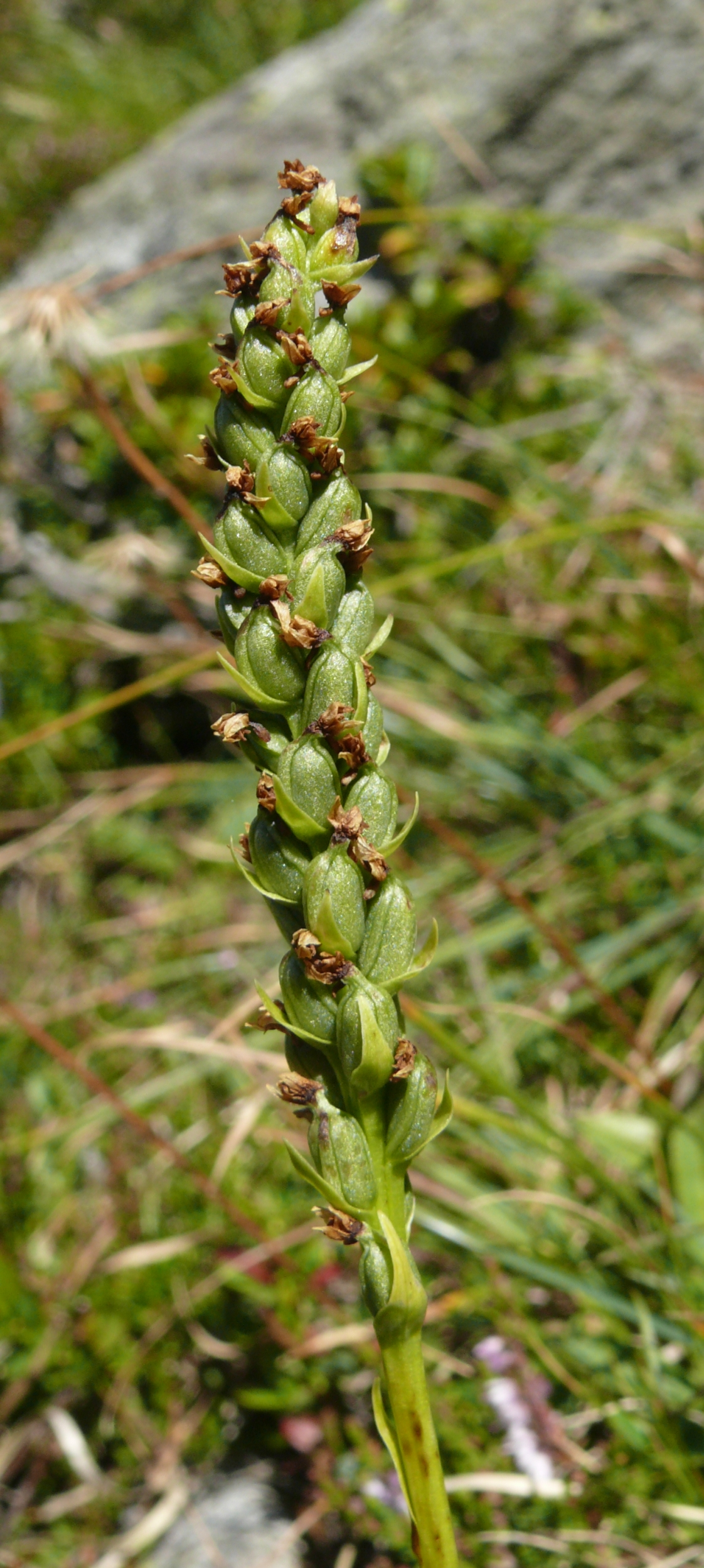
Dozrávající plody